# Cáliga

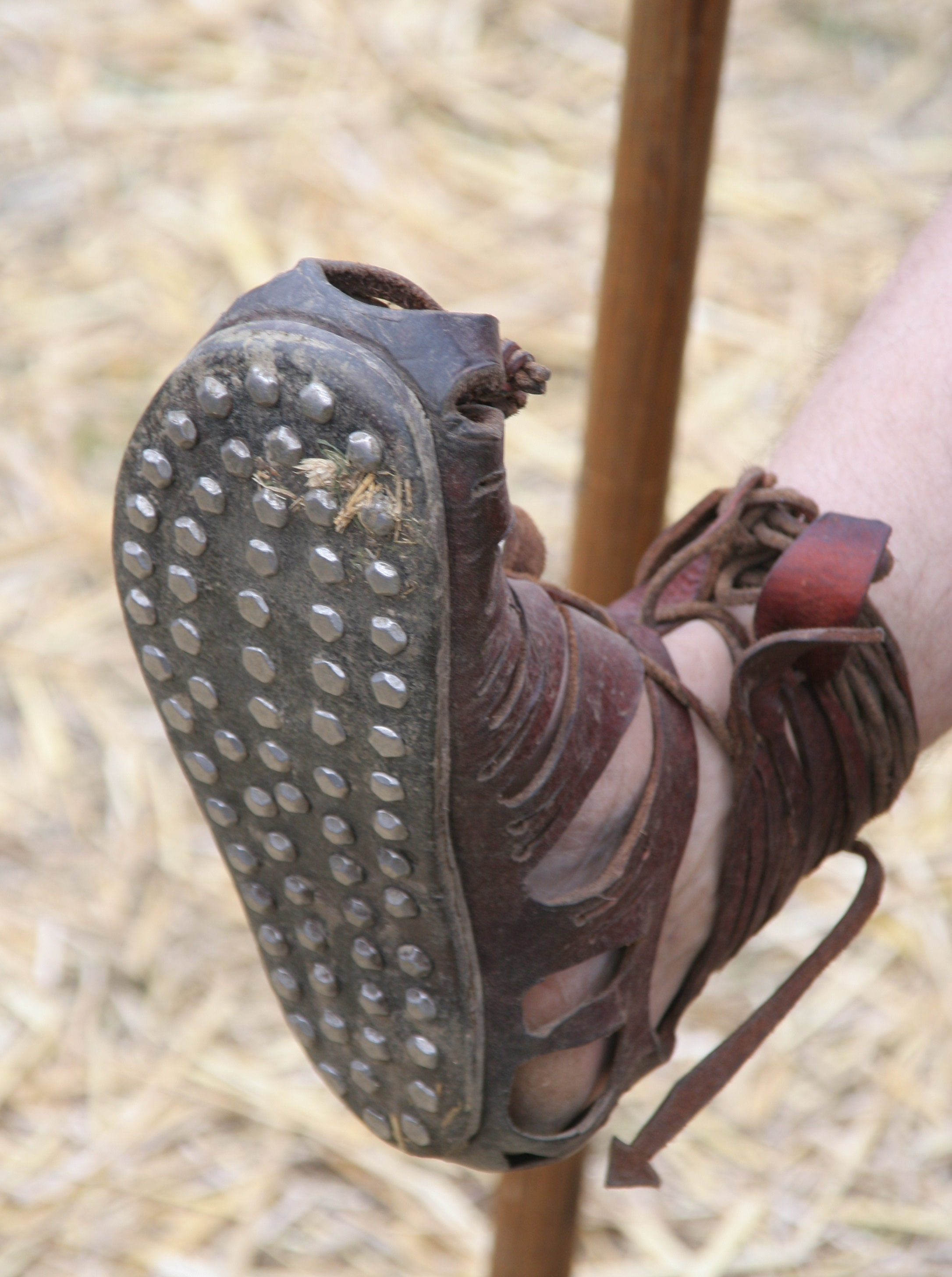
Sola da cáliga, tachonada com cravos de ferro

As cáligas eram um tipo de sandália resistente, feita de tiras de coiro macio cosidas a solas de coiro grosso e duro, as quais eram guarnecidas de pregos ou tachas de ferro. Eram usadas por legionários, oficiais da cavalaria ligeira, tropas auxiliares romanas e, plausivelmente, até por centuriões.

## Etimologia
O substantivo «cáliga» provém do latim caligæ, singular călĭga, que por seu turno vem do étimo callus, que significa «coiro duro ou enrijecido» (étimo da palavra portuguesa «calo»), com o suffixo -iga (-ica, denotando "feito de").

## Constituição
Eram constituídas por uma sola e tiras de coiro, que se atavam ao centro do pé e na parte superior do tornozelo. No âmbito militar, as solas eram tachonadas com cravos de ferro, a fim de as reforçar, de lhes conferir maior poder de tracção em terrenos pedregosos e de dar ao soldado a faculdade de desferir pontapés capazes de infligir maiores danos.
O feitio das cáligas permitia ajustar as tiras, por molde a evitar queimaduras de fricção sobre a pele ou assaduras, optimizando-as como calçado para longas marchas e caminhadas.
Aos seus fabricantes sapateiros, chamar-se-ia caligarii.

## Importância histórica
As sapatetas metálicas tachonadas de centenas de cáligas a marchar compassadamente incutiam o medo nas forças que defrontavam os romanos. As cáligas eram um marco de tal ordem emblemático da soldadesca romana, que rapidamente começaram a ser usadas como um termo metonímico para se referir às tropas romanas em geral, amiúde alcunhadas caligati (lit. «os que calçam cáligas»). Um caso notável é o do Imperador Calígula. Ainda em criança, teria 2 ou 3 anos, quando o seu pai, Germanicus, o levou para a campanha da Germânia, as tropas ao verem-no envergando um uniforme de soldado pequeno, feito à medida das suas proporções de criança, resolveram alcunhá-lo Caligula (caligazinhas), nome de sua infância que viria em adulto a desgostar, até porque era mais comum os oficiais de alta patente e demais elites usarem calceus, calçado que envolvia totalmente o pé.

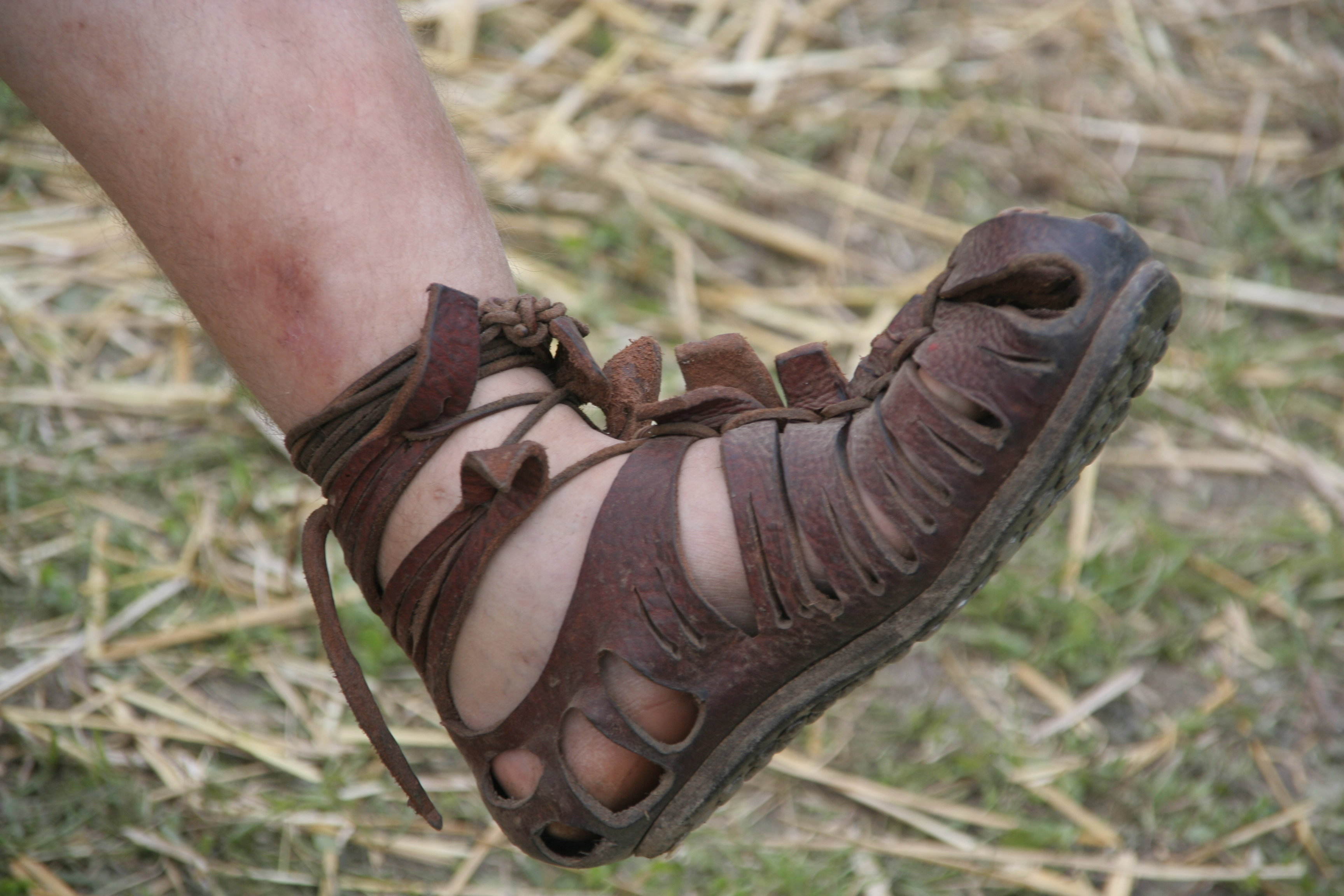
Reprodução de uma cáliga, vista de lado

Por vezes, as cáligas volviam-se inconvenientes de usar, especialmente em superfícies duras e polidas. O historiador Titus Flavius Josephus descreve o occídio de um centurião que escorregou no piso de mármore do templo de Jerusalém durante uma sublevação.
As cáligas eram ideais para se usar em climas quentes e mediterrânicos, por contraste com outros tipos de calçados menos arejados, como borzeguins. Se, por um lado, isto ofereceu vantagens aos romanos em inúmeros cenários de guerra, facto é que nas campanhas setentrionais, face aos climas frios e húmidos, os caligati muitas vezes usavam meias de lã sob as cáligas, para se resguardarem do frio, especialmente no Inverno.
Forças paramilitares, como os speculatores, adaptaram as cáligas para seu uso, usando uma versão mais leve.
Por volta do século II a.C as cáligas foram gradualmente perdendo voga, sendo substituídas por um tipo de calçado fechado, as carbatinas - sandálias mais fechadas, compostas por uma peça de coiro única, que embrulhava o pé e era fechada por um atilho de cordel ou pano, que dava a volta ao tornozelo.
As cáligas existiram também em versão civil, mencionadas por exemplo no Édito Máximo, decreto sobre preços máximos de Diocleciano, que inclui os preços de cáligas e de carbatinas, ambas sem tacholas, para serem usadas por civis - homens, mulheres (particularmente a versão caligae muliebres) e crianças. Por volta dos finais do séc. IV a moda no Império já seria só usar carbatinas.